# Cardiopatia congènita cianòtica
La cardiopatia congènita cianòtica és un tipus de cardiopatia congènita que es produeix a causa que la sang desoxigenada no passa pels pulmons, i entra al sistema circulatori o bé hi entra una barreja de sang oxigenada i desoxigenada. És causada per defectes estructurals del cor (és a dir: una derivació bidireccional, o la mala posició de l'artèria pulmonar o l'aorta) o qualsevol condició que augmenta la resistència vascular pulmonar. El resultat és el desenvolupament de la circulació col·lateral.

## Signes i símptomes
- El pacient assumeix una posició a la gatzoneta
- Cianosi - pal·lidesa facial (particularment els llavis) i pal·lidesa digital (dits de les mans i els peus).
- Plor
- Irritabilitat
- Taquicàrdia
- Taquipnea
- Historial d'alimentació inadequada.
- Ungles del dit gros del peu excepcionalment llargues.
- Retard en el desenvolupament (tant biològic com psicològic).

## Tipus
- Tetralogia de Fallot
- Connexió venosa pulmonar anòmala total
- Síndrome del cor esquerre hipoplàsic
- Transposició dels grans vasos
- Truncus arteriosus persistent
- Atrèsia tricuspídica
- Arc aòrtic interromput
- Atrèsia pulmonar
- Estenosi pulmonar (crítica)
- Síndrome d'Eisenmenger (malaltia pulmonar vascular obstructiva).
- Ductus arteriosus persistent pot causar cianosi en últim termini[1]